# 松本真一 (実業家)
松本 真一（まつもと しんいち、1932年8月15日 - 2004年6月3日）は、日本の実業家、プロ野球チームの応援団長。毎日オリオンズ〜毎日大映（大毎）オリオンズ〜東京オリオンズ〜ロッテオリオンズ〜千葉ロッテマリーンズの応援団長として知られた。

## 人物
20代の頃に毎日オリオンズの試合を見てオリオンズファンとなり、応援団を結成して団長となる。以来50年以上にわたって、毎日〜大毎〜東京〜ロッテのほぼ全試合を観戦・応援した。
1970年に観光会社を立ち上げる際、当時の永田雅一オーナーから許可を得て「オリオンズ観光」の名をつけた。同社は松本真一の死後も代表取締役を松本真夫に引き継ぎ、東京都足立区で観光業と自転車駐輪場業を続け、看板の社名ロゴにはかつてオリオンズ球団が用いていた斜字体の「Orions」を用いていた。
1988年の10.19ではロッテが第1試合で近鉄に逆転負けを喫し、不甲斐ない試合内容に「あの負け方は何だ！2戦目は（優勝阻止するよう）意地を張れ。」と檄を飛ばした。
1997年に近藤昭仁がロッテ監督に就任した時には1960年の日本シリーズで大毎オリオンズが大洋ホエールズに0勝4敗で敗れ、大洋の1番打者だった近藤が日本シリーズMVPを獲得した事もあり複雑だったという。

## 著書
- プロ野球応援団長―オリオンズ誕生から現在まで - 1998年4月発売、編集/発売：デポルテ/星雲社、書籍コード：ISBN 4795210349